# Fundusz Kultury Narodowej
Fundusz Kultury Narodowej – polska instytucja państwowa istniejąca w latach 1928-1947. Odpowiadała za wspieranie szeroko pojętej kultury - przede wszystkim nauki. Beneficjentami jej wsparcia - w postaci zasiłków i stypendiów - byli wybitni polscy uczeni, literaci, artyści oraz rozmaite instytucje, towarzystwa i wydawnictwa.

## Historia
Fundusz Kultury Narodowej został utworzony w oparciu o uchwałę Rady Ministrów z 2 kwietnia 1928 roku. Jego powstanie było możliwe w konsekwencji inicjatywy dyrektora Departamentu Nauki i Szkół Wyższych - Stanisława Michalskiego, popartej przez Józefa Piłsudskiego. Fundusz korzystał z przyznawanych z budżetu państwa środków - gwarantowanych w ustawach skarbowych. W latach 1928-1930  dysponował kwotą 5 mln zł. Kwota ta nie wystarczała do zaspokojenia wszystkich najważniejszych potrzeb kultury narodowej. W kolejnych latach została zredukowana w związku oszczędnościami budżetowymi do kwoty 1 mln zł. Działalności instytucji nie sprzyjały skutki światowego kryzysu gospodarczego, a także niechęć do jej prac części decydentów. Fenomenem były niskie koszty administracyjne. W pierwszym okresie prac FKN stanowiły zaledwie około 0,5% kwot w dyspozycji instytucji. 
Michalski jako dyrektor Funduszu był jego centralną postacią oraz głównym inicjatorem działalności, określającym jej kierunki. Do władz instytucji należał Komitet, któremu przewodniczył Prezydent RP. W jego skład wchodzili  również premier oraz ministrowie: spraw zagranicznych, skarbu oraz wyznań religijnych i oświecenia publicznego. Możliwości FKN uległy niewielkiej poprawie w drugiej połowie lat trzydziestych w konsekwencji modernizacji organizacyjno-prawnej. Na posiedzeniu 16 czerwca 1937 roku Sejm RP uchwalił ustawę o Funduszu Kultury Narodowej Józefa Piłsudskiego, która weszła w życie miesiąc później. Instytucja zyskała osobowość prawną, możliwość posiadania własnego majątku i wprowadzania twórczości naukowej i artystycznej "do życia kulturalnego, społecznego i gospodarczego Rzeczypospolitej przez współpracę z organami rządowymi, samorządowymi a także instytucjami społecznymi". W nazwie instytucji uwzględniono osobę patrona. Budżet Funduszu nie zwiększył się jednak znacząco – do wybuchu II wojny światowej nie osiągnął poziomu 2 mln zł rocznie. W oparciu o ustawę powołano Kuratorium, które spełniało funkcje wypełniane wcześniej przez Komitet. W Kuratorium byli obecni: premier, marszałkowie Sejmu i Senatu oraz minister wyznań religijnych i oświecenia publicznego. Jako "Protektora Funduszu"  obrano Prezydenta RP - Ignacego Mościckiego.  
Mimo związku z władzami państwa FKN był niezależny. Charakteryzował się efektywną działalnością - oderwaną od schematów biurokracji ministerialnej. Była to przede wszystkim zasługa dyrektora Michalskiego i jego kontaktów z wybitnymi ludźmi polskiego świata nauki, którzy wywierali wpływ na kierunki działań instytucji. Największe wsparcie finansowe Funduszu otrzymywały Kasa imienia Józefa Mianowskiego oraz Polska Akademia Umiejętności. Do beneficjentów zaliczali się też wybitni ludzie świata nauki i kultury.  
Po niemieckiej agresji na Polskę, Fundusz Kultury Narodowej został odtworzony w październiku 1939 przy rządzie RP na uchodźstwie. Początkowo działał we Francji, a następnie w Wielkiej Brytanii. Była to zasługa Stanisława Kota. Do 1940 roku Funduszem kierował Kazimierz Wodzicki, a następnie Jan Hulewicz. Delegatem Funduszu Kultury Narodowej w Szwajcarii został Adam Vetulani. Początkowo Fundusz działał przy Prezydium Rady Ministrów, następnie został włączony do struktur Ministerstwa Spraw Wewnętrznych. W 1943 roku FKN ulokowano w reaktywowanym na uchodźstwie Ministerstwie Wyznań Religijnych i Oświecenia Publicznego. W nowych realiach zmianie uległ charakter Funduszu – miejsce środków kierowanych na badania i wyjazdy zajęły kwoty przeznaczane na zaspokojenie codziennych potrzeb bytowych. Obok twórców pojawiały się jako beneficjenci osoby przypadkowe, przebywające głównie w Wielkiej Brytanii. Znaczącą rolę odegrała akcja wspierania twórców przebywających pod okupacją – otrzymywali paczki z żywnością i odzieżą. Mogli też uzyskać wsparcie w prowadzonych badaniach, a nawet zawierać umowy wydawnicze. Ta akcja była realizowana przez agendy Polskiego Państwa Podziemnego i Radę Główną Opiekuńczą. Po cofnięciu uznania dla rządu RP na uchodźstwie przez USA i Wielką Brytanię agendy FKN ulokowano w brytyjskim Tymczasowym Komitecie Skarbowym dla Spraw Polskich (Interim Treasury Committee for Polish Questions). Fundusz wygasł w marcu 1947 roku. 
Do nazwy Funduszu nawiązał na uchodźstwie minister wyznań religijnych i oświecenia publicznego Władysław Folkierski, który zainicjował w Londynie Fundusz Kultury. W pierwszych latach po II wojnie światowej w kraju również nawiązywano do nazwy FKN. Pamięć o działalności przedwojennego Funduszu wykorzystywały instrumentalnie władze komunistyczne, które nazwą instytucji posługiwały się w oderwaniu od tradycji oraz w duchu zideologizowanej polityki. 